# Lika-Senjs län
Lika-Senjs län (kroatiska: Ličko-senjska županija) är ett län i Kroatien. Länet omfattar bland annat regionen Lika och norra delen av ön Pag. Hela området har en area på 5352 km². Huvudstad och administrativt centrum är Gospić.

## Administrativ indelning
Krapina-Zagorjes län är indelat i 4 städer och 8 kommuner.
- Städer:
  - Gospić
  - Novalja
  - Otočac
  - Senj

- Kommuner:
  - Brinje
  - Donji Lapac
  - Karlobag
  - Lovinac
  - Perušić
  - Plitvička Jezera
  - Udbina
  - Vrhovine